# Budivelnyk Kyiv
Budivelnyk Kyjiv -  je ukrajinski košarkaški klub iz Kijeva. Osnovan je 1945. godine. Košarkšaka momčad do sada je osvojila 5 naslova ukrajinskog prvaka i 3 izdanja Kupa Ligi. Danas je klub član ukrajinske prve lige i Eurolige. 

## Trofeji

### Ukrajinski
- Ukrajinsko prvenstvo  : 5
  - 1992./1993., 1996./1997., 2010./2011., 2012./2013., 2013./2014.
- Kup Ligi : 3
  - 2011./2012., 2012./2013., 2014./2015.

## Poznati igrači
| - Oleksandr Bilostinnij - Oleksandr Anatolijovič Volkov - Anatolij Palyvoda - Sergij Kovalenko - Vitalij Potapenko - Volodymyr Tkachenko - Oleksandr Salnikov - Maceo Baston - Malcolm Delaney - Dainius Šalenga - Darjuš Lavrinovič |

## Vanjske poveznice
- Službena stranica kluba